# Sobre a Visão e as Cores
Sobre a Visão e as Cores (em alemão:  Über das Sehn und die Farben) um livro escrito por Arthur Schopenhauer, que foi publicado em 1815, quando o autor tinha 28 anos. Ele é baseado na teoria das cores de Johann Wolfgang von Goethe exposta no livro Teoria das Cores de 1810. Neste tratado Schopenhauer tenta conciliar a teoria Newtoniana com a interpretação fisiológica da cor provinda de Goethe. Ele explica nesta obra que os objetos só existem à medida que são concebidos pelo sujeito.
Este trabalho é de fundamental importância para entendermos as transformações ocorridas na interpretação do fenômeno cromático a partir do século XVII.

## História
Schopenhauer conheceu Goethe em 1813, em uma das festa da mãe dele em Weimar. Em novembro, Goethe parabenizou Schopenhauer em sua tese de doutorado sobre a Quádrupla Raiz do Princípio da Razão Suficiente. Os dois compartilhavam a opinião de que as representações visuais renderam mais conhecimentos do que conceitos.No inverno de 1813/1814, Goethe pessoalmente demonstrou suas teoria da cor para Schopenhauer. Goethe incentivou Schopenhauer a escrever sobre a teoria da cor, e ele assim o fez em poucas semanas enquanto vivia em Dresden em 1815.
Quando a obra foi publicada Goethe rejeitou várias Conclusões de Schopenhauer principalmente o fato do branco ser uma mistura de cores. Uma das principais diferenças entre os dois autores foi a de que Goethe considerou cor sendo uma propriedade objetiva da luz e da escuridão. Idealismo transcendental kantiano de Schopenhauer se opôs ao realismo de Goethe. Para Schopenhauer, a cor era subjetiva na medida em que existe totalmente na retina do espectador. Deste modo, pode ser excitada de várias maneiras, seja por estímulos externos ou condições corporais internas. A luz é apenas um tipo de estímulo de cor.
Em 1830, Schopenhauer publicou uma revisão de sua teoria das cores. O título foi Theoria colorum Physiologica, eademque primaria (teoria fisiológica Fundamental da cor). Schopenhauer esclareceu na época que "Esta não é uma mera tradução da primeira edição, mas difere sensivelmente da mesma em forma e apresentação, também é amplamente enriquecida no assunto." Como foi escrito em latim, ele acreditava que os leitores estrangeiros seriam capazes de apreciar o seu valor.
Uma edição melhorada segunda de Sobre a visão e Cores, foi publicado em 1854. Em 1870, foi publicada a terceira edição, editada por Júlio Frauenstädt. Em 1942, uma tradução em Inglês pelo tenente-coronel EFJ Payne foi publicado em Karachi, na então Índia Britânica (atual Paquistão). Esta tradução foi republicado em 1994 por Berg Publishers, Inc., editado pela professor David E. Cartwright. A edição brasileira da obra, foi publicada em 2003, é traduzida por Erlon José Paschoal e possui uma apresentação de Marco Gionnotti.